# Carl Fredrik Hill
Carl Fredrik Hill, född 31 maj 1849 i Lund, död där 22 februari 1911, var en svensk målare. Hill var en av Sveriges främsta landskapsmålare.

## Biografi

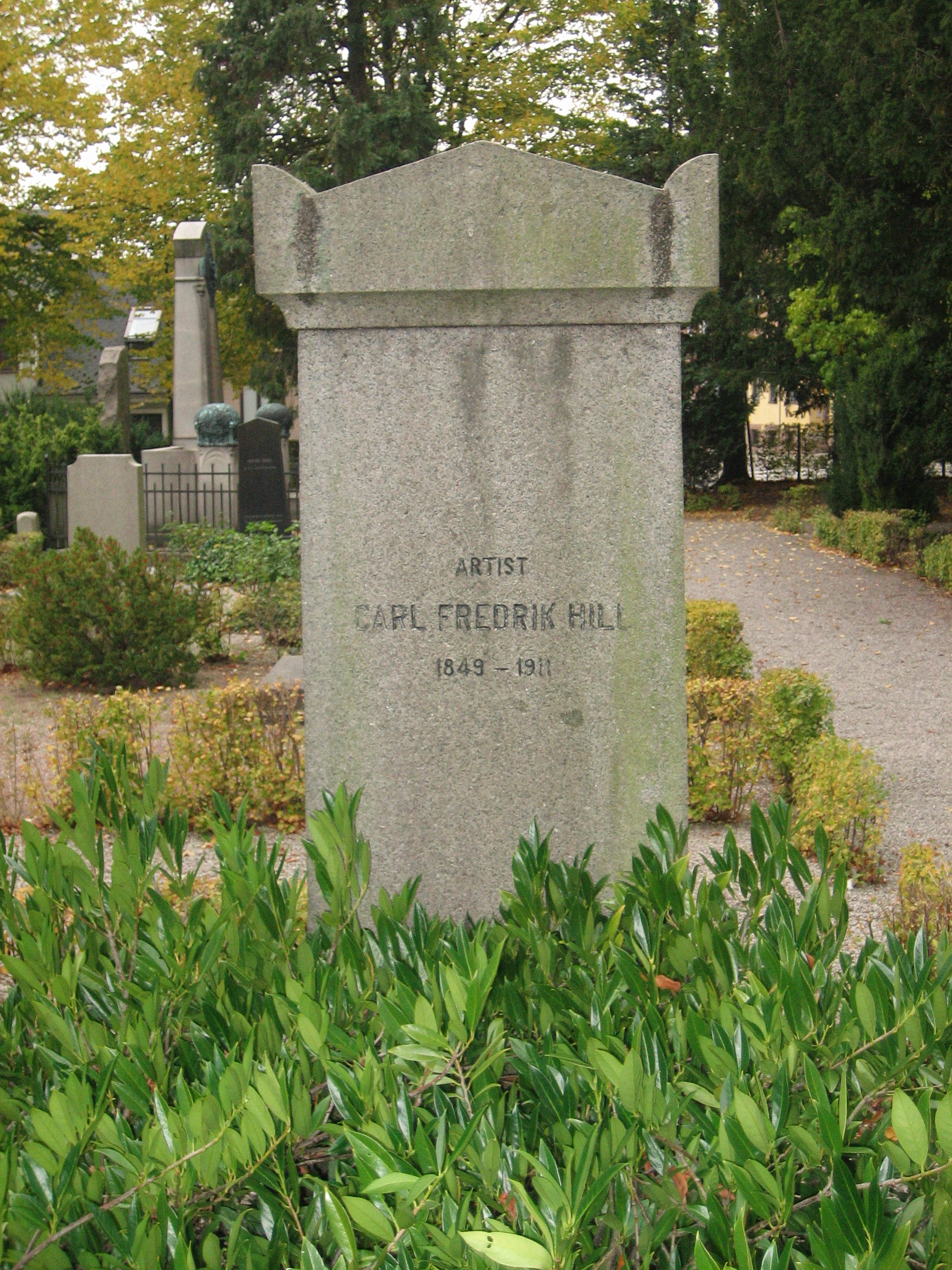
Carl Fredrik Hills grav på Östra kyrkogården i Lund.

Carl Fredrik Hill föddes i Lund i ett akademiskt hem. Fadern, Carl Johan, var inte speciellt positivt inställd till att sonen ville utbilda sig till konstnär. Efter studier för universitetsritmästaren Axel Hjalmar Lindqvist och vid Konstakademien i Stockholm reste Hill 1873 till Paris, där han målade och arbetade intensivt för att få ställa ut på Salongen i Paris. Han blev dock refuserad gång på gång och endast två av hans verk blev antagna.
Den första tiden i Paris bodde Hill på Hôtel Corneille i närheten av Luxembourgträdgården och hade ateljé på 36, rue des Abbesses i Montmartre. Bland parisersvenskarna han kom att umgås med fanns bland annat Alfred Wahlberg och Wilhelm von Gegerfelt. Efter en tid i Paris kom Hill att verka i Barbizon, söder om Paris och i närheten av Fontainebleauskogen. Han träffade där den tyske konstnären Max Liebermann.
Under en kort period 1874-1875 drabbades han av flera olyckor; bland annat dog hans älsklingssyster Anna och kort därefter även hans far. Han målade nu om möjligt i allt högre tempo men började också bli mer och mer psykiskt instabil. 
Efter tiden i Barbizon följde en rad utflykter till den franska landsbygden. Försommaren 1875 tillbringade han i Montigny-sur-Loing. Senare under sommaren återvände han en tid till Sverige där han kom att måla hos släktingar i Stenfors, Småland. Under samma år bytte han ateljé, först till 6, rue Germain Pilon som låg nära den första lokalen i Montmartre, och därefter till 1, Boulevard de Clichy som ligger nedanför berget.
I mitten av april 1876 följde byn Champagne-sur-Oise utanför Paris där han i flera verk avbildade byn och den intilliggande floden. Från maj till juli samma år verkade han återigen i Montigny för att därefter, närmare bestämt i augusti, resa till fiskebyn Luc-sur-Mer i Normandie. Verken vid denna tid innefattade motiv som branta kustklippor och stränder vid ebb. Efter en kort tid i Paris begav han sig på nytt till Montigny i början av september 1876. Under hösten arbetade han i sin Paris-ateljé.
Våren 1877 reste Hill ut på landsbygden igen; denna gång till Bois-le-Roi och Chartrettes, inte långt från Montigny och Barbizon, där han kom att måla ett flertal verk föreställande blommande fruktträd, sviten Trädet och flodkröken samt målningen Villa vid Seine. Under sommaren hyr han ateljé på 54, rue Lamartine i Paris nionde arrondissement. I september 1877 återvände han till Champagne.
I februari 1878 fördes Hill till sinnessjukhus efter det att grannar klagat på hans rop om nätterna samt att vänner chockades över hans nya bilder med obscena motiv enbart målade i pariserblått och kadmiumgult. På sjukhuset konstaterades att han led av hallucinationer och förföljelsemani. Han kom senare till Lunds hospital, nuvarande Sankt Lars sjukhus men efter hans protester mot behandlingen, vårdades han i hemmet hos modern och en syster i nästan 28 år, ända tills han dog 1911. Hill ligger begravd på Östra kyrkogården i Lund.

## Eftermäle
Hill blev riktigt känd först efter sin död, och då genom alla verk han utfört som frisk, med ett antal målningar där han inspirerats av bland andra Camille Corot med originalitet och uttryckskraft. Adolf Anderberg var den första att från 1911 även uppmärksamma hans sjukdomsteckningar, han gav 1926 ut en biografi över Hill och 1934 i en artikel i Ord och bild. Hills teckningar och krit- och pastellmålningar uppmärksammats med utställningar men också i forskningen om hans liv och i försök att ställa diagnos om hans sjukdom.

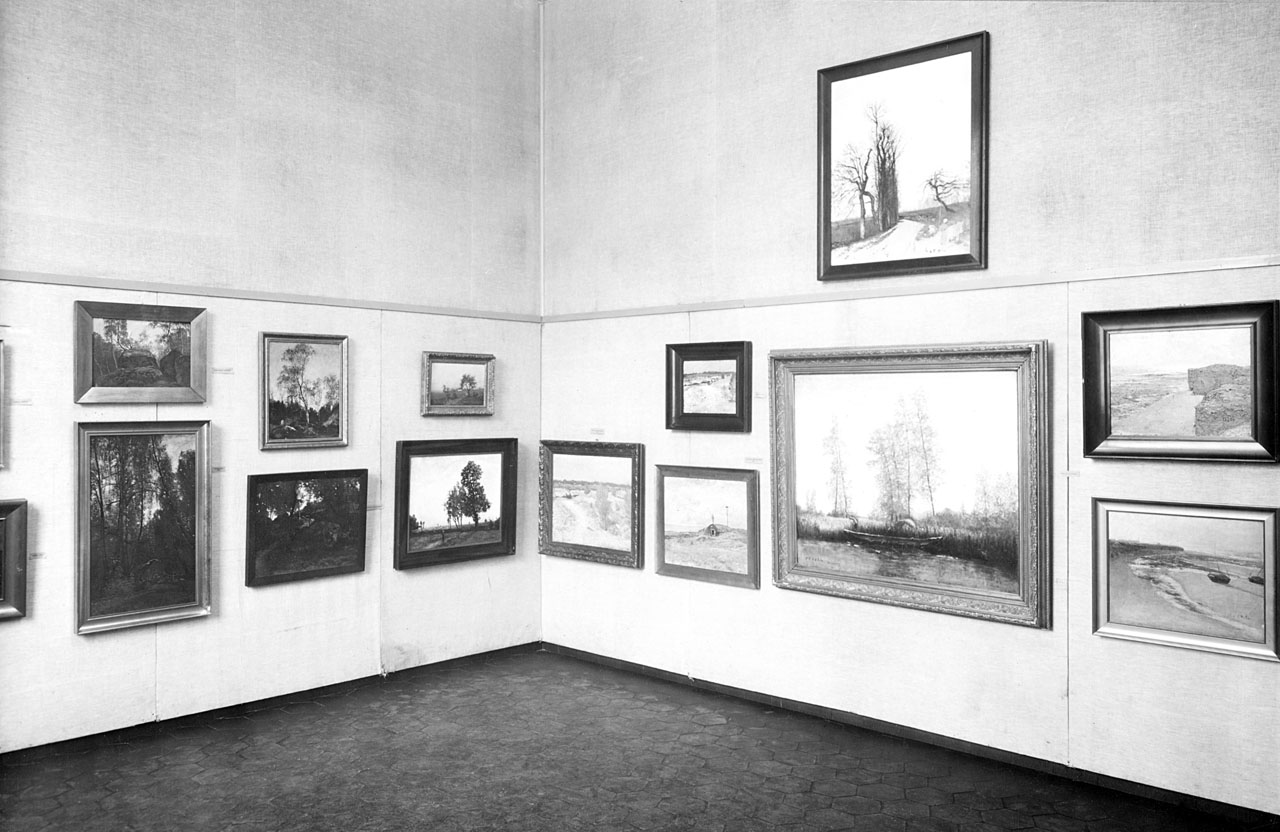
Oljemålningar och akvareller av Carl Fredrik Hill i salen för tillfälliga utställningar, Göteborgs konstmuseum 1934

Hill är representerad vid Nationalmuseum, Göteborgs konstmuseum, Norrköpings konstmuseum, Prins Eugens Waldemarsudde, Thielska Galleriet, Sven-Harrys konstmuseum samt särdeles väl vid Malmö konstmuseum med den stora Carl Fredrik Hill-samlingen.

## Galleri

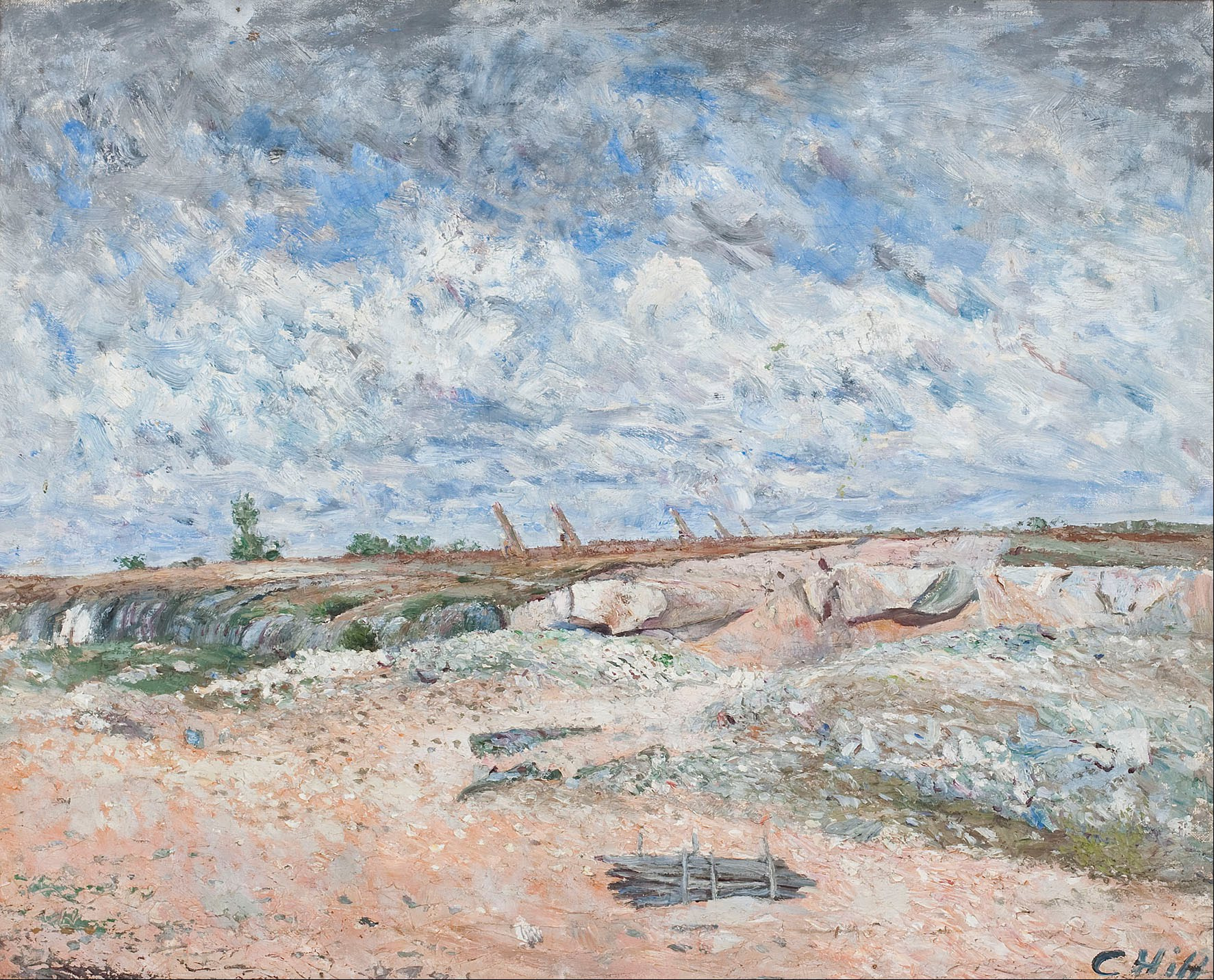
Landskap med drivande moln (1876)
Flodlandskap, Champagne (1876)
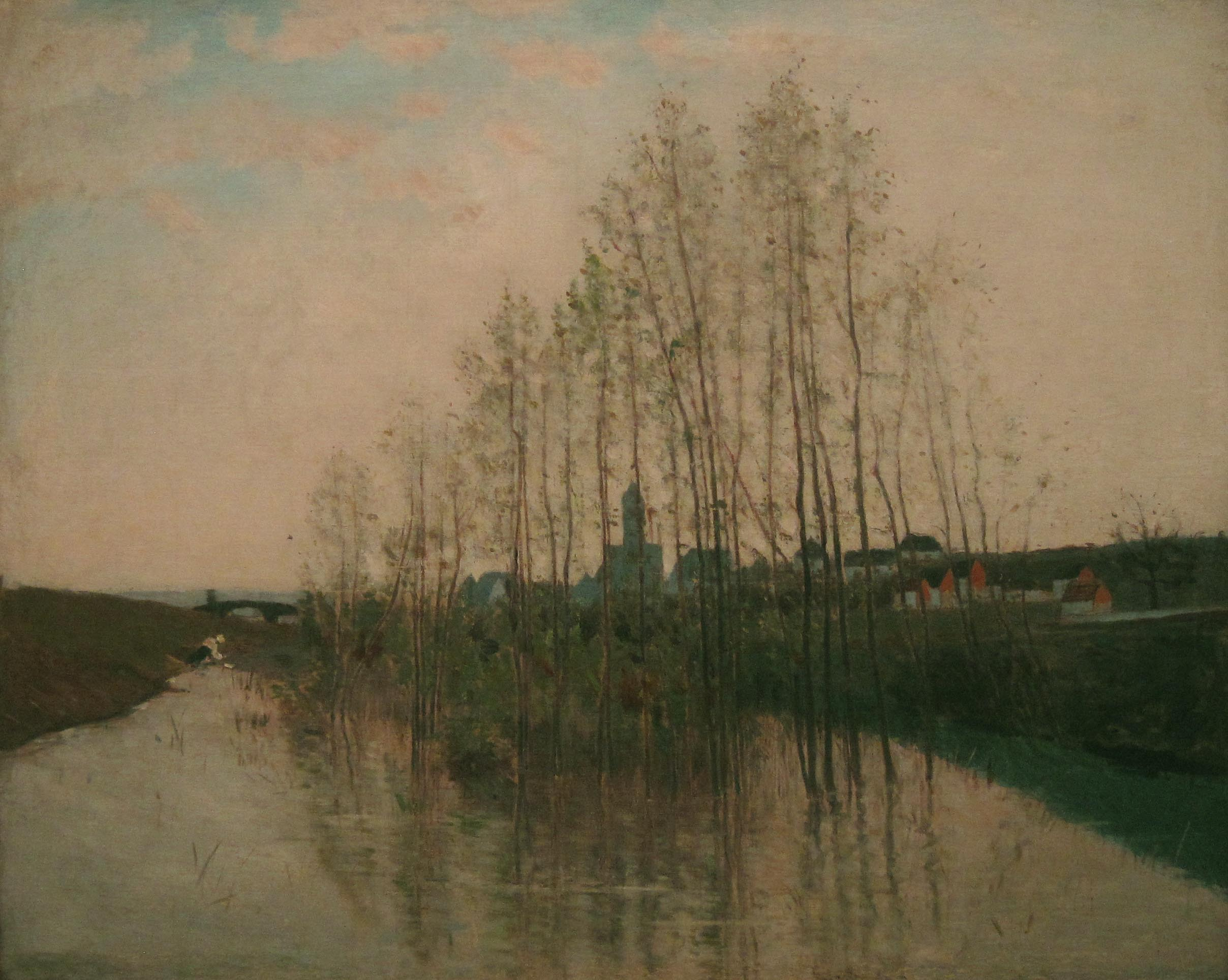
Flodlandskap II med tvätterska (1876)
Trappgata i Montigny-sur-Loing (1876)
Stranden vid Luc (1876)
Blommande äppleträd (1877)
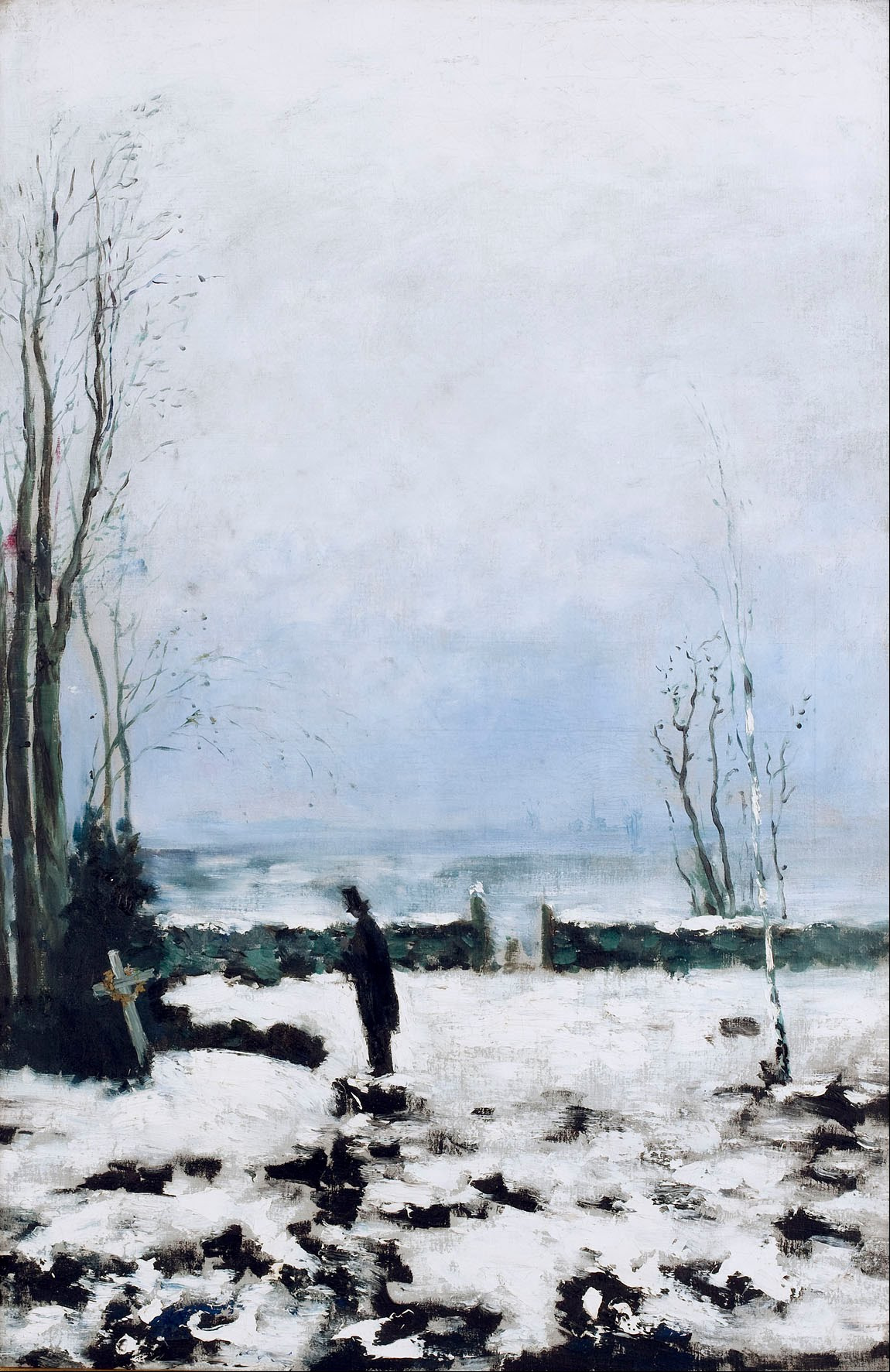
Kyrkogården (1877)
Trädet och flodkröken eller Franskt flodlandskap, Bois-le-Roi (1877)
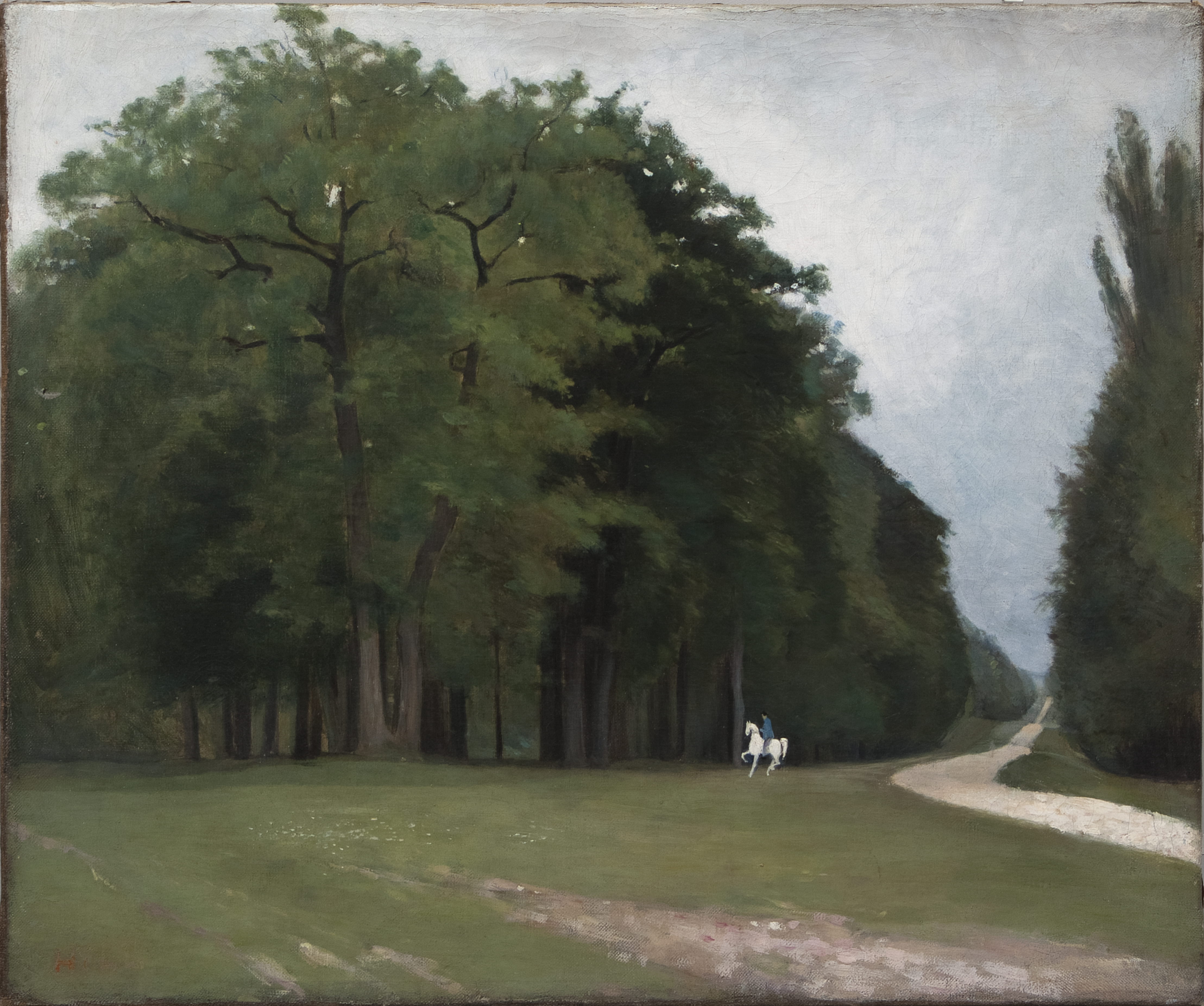
Route de Paris II (1877)
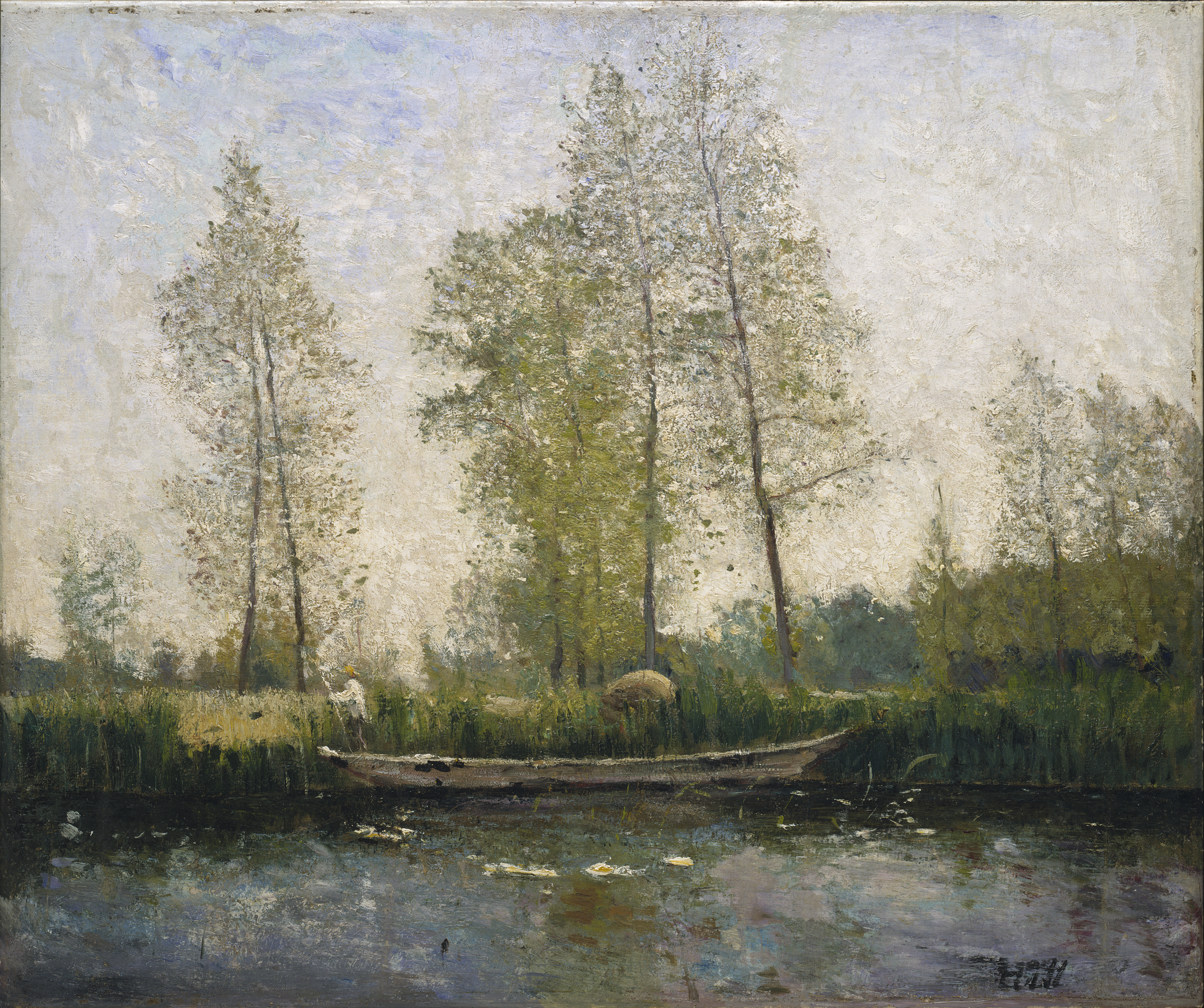
Seine-landskap. Motiv från Saint Germain (1877)
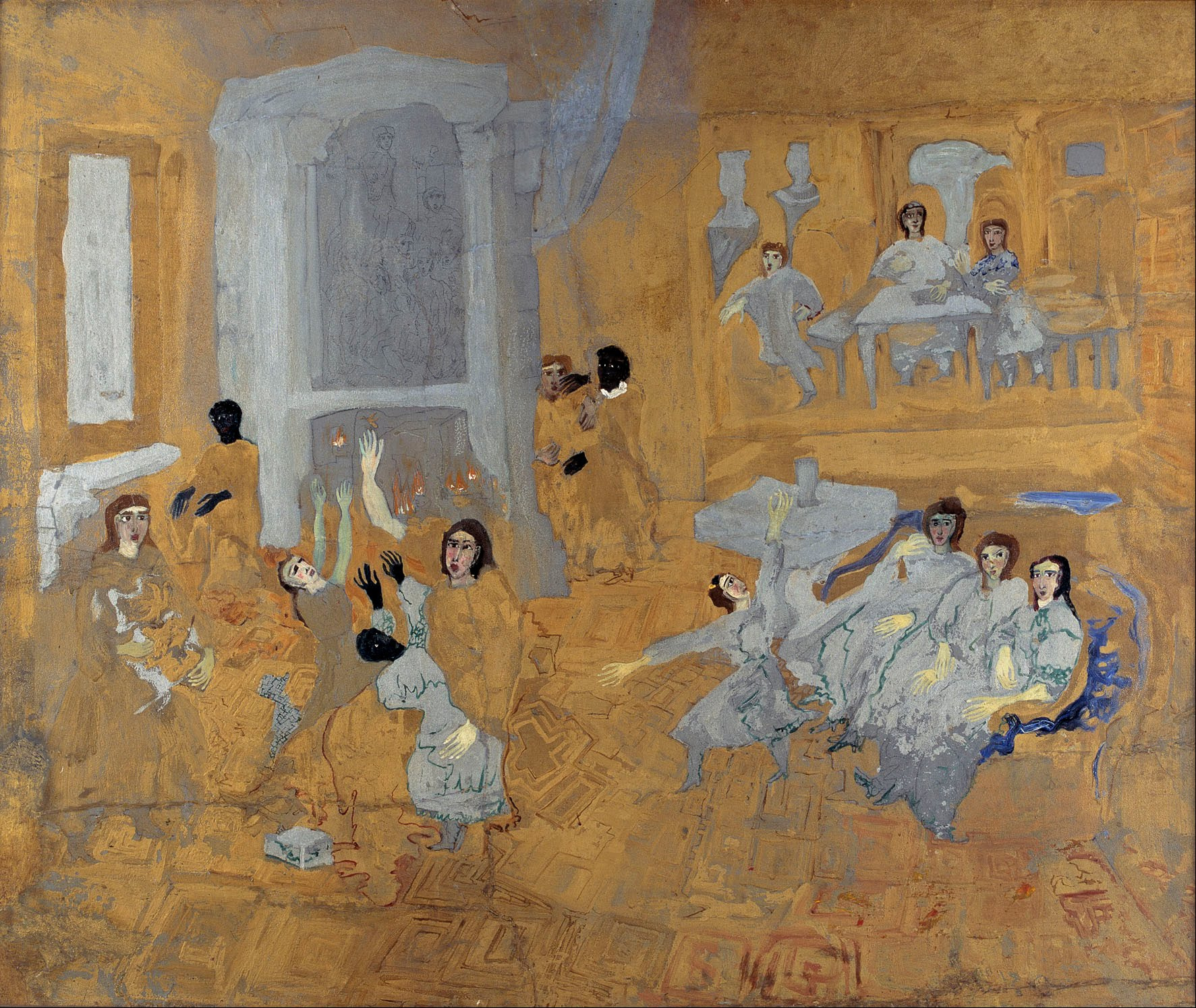
Utan titel (orientalisk interiör) (odaterad).
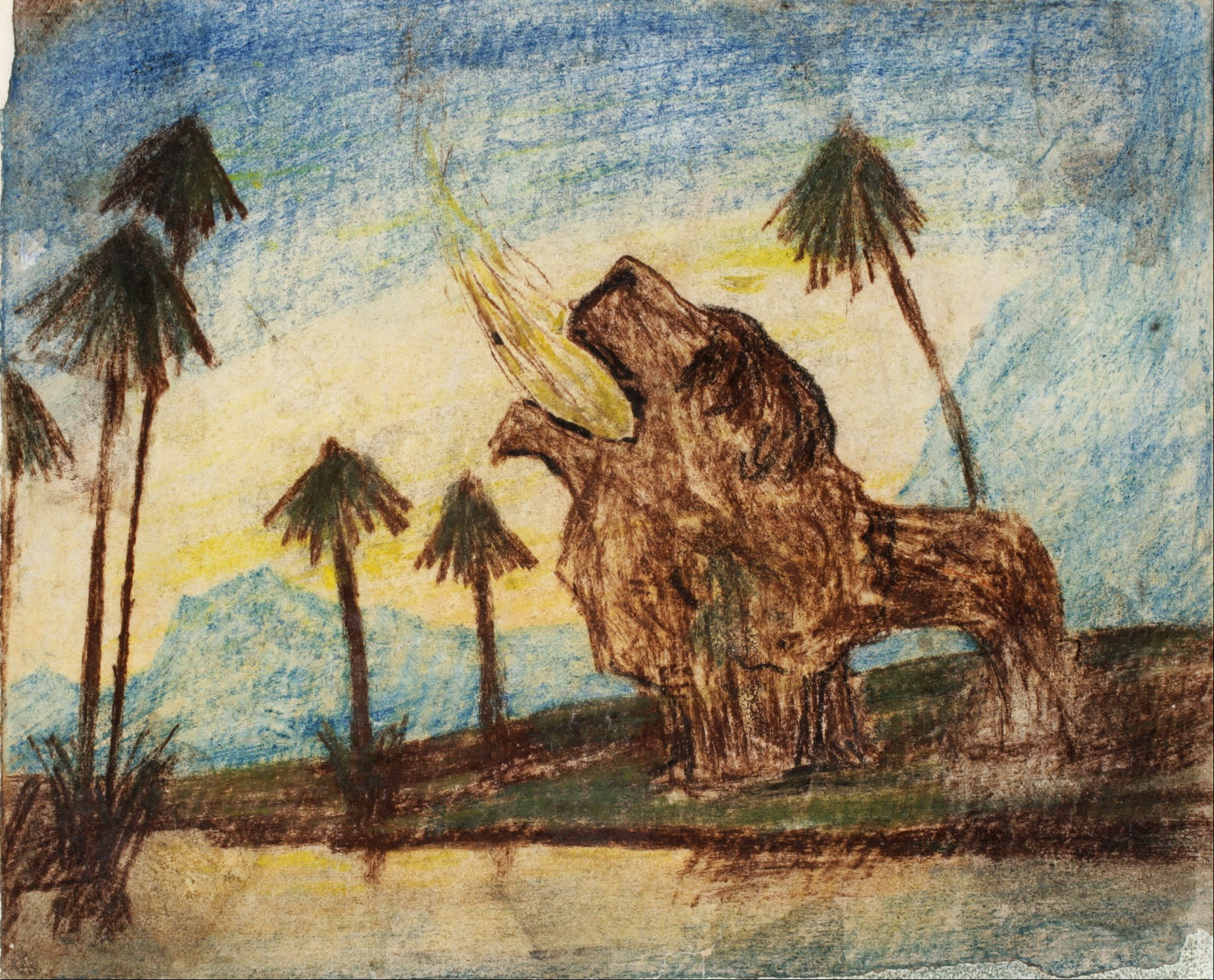
Utan titel (landskap med lejon) (odaterad).
Hand och Huvud (Odaterad)